# Forte Tortagna
Il forte Tortagna è stato un edificio difensivo posto a salvaguardia del cosiddetto "sbarramento del Melogno" presso il colle omonimo, tra l'alta val Bormida e l'entroterra del Finalese, in provincia di Savona.
L'intero complesso dello sbarramento, ubicato lungo la strada provinciale 490 del Colle del Melogno, fu voluto dal Regio Esercito per la difesa del Basso Piemonte e della catena appenninica ligure da eventuali attacchi terrestri dalla costa ligure; complessivamente il sito fu edificato in un periodo compreso tra il 1883 e il 1895.
Il forte Tortagna, all'estremo est del territorio comunale di Calizzano e ai confini amministrativi settentrionali di Magliolo, faceva parte di quel sistema difensivo comprensivo dei forti Centrale del Melogno e Settepani e dalla batteria d'appoggio sul Bric Merizzo.

## Descrizione
Diversamente dal forte Centrale posizionato lungo la strada provinciale 490, il forte Tortagna è ubicato più a sud ed in alto del Colle del Melogno e per raggiungere la struttura (nascosta alla vista d'esterni e in un'area totalmente recintata con cartelli segnalanti la proprietà privata) bisogna percorrere una sterrata e laterale strada militare. Su una collina, a circa 200 m dalla batteria d'appoggio del Bric Merizzo, si staglia la poligonale struttura del forte difesa da un profondo fossato - che la circonda interamente - a sua volta protetto da caponiere.
Sul lato che dà sul colle si prospetta l'unico piano di quella che era la caserma edificata in pietra locale del finalese. Alla struttura - sede dei servizi logistici - si accede attraverso un ponte ligneo non più stabile; in origine si suppone potesse essere invece levatoio. Un corridoio collega le varie stanze e locali che ancora presentano tracce d'intonaco originale così come inferriate e alcuni serramenti.
In un attiguo cortile esterno, poco oltre la caserma, era ubicata l'artiglieria difensiva e d'attacco consta da un numero di quattro o sei cannoni da 15 GRC Ret e due da 12 GRC Ret a cielo aperto.
Nel 2010 la struttura si trova in stato di abbandono, ma ancora in discrete condizioni - in seguito  è stata acquistata da privati e ristrutturata internamente. Il forte si articola in un unico livello in cui sono state ricavate 5 camere da letto con 4 bagni ed è stata pure ricavata una piazzola per l'atterraggio di un elicottero.

### La Resistenza e i fatti del 1944
Il 27 novembre del 1944, in seguito a uno scontro avvenuto nei pressi del Colle del Melogno, i partigiani della 5ª Brigata Garibaldi catturarono e fucilarono 17 uomini del Battaglione Cadore, 4ª Divisione alpina "Monterosa". La fucilazione, avvenuta in prossimità del Forte Tortagna, è testimoniata da una lapide alla memoria.

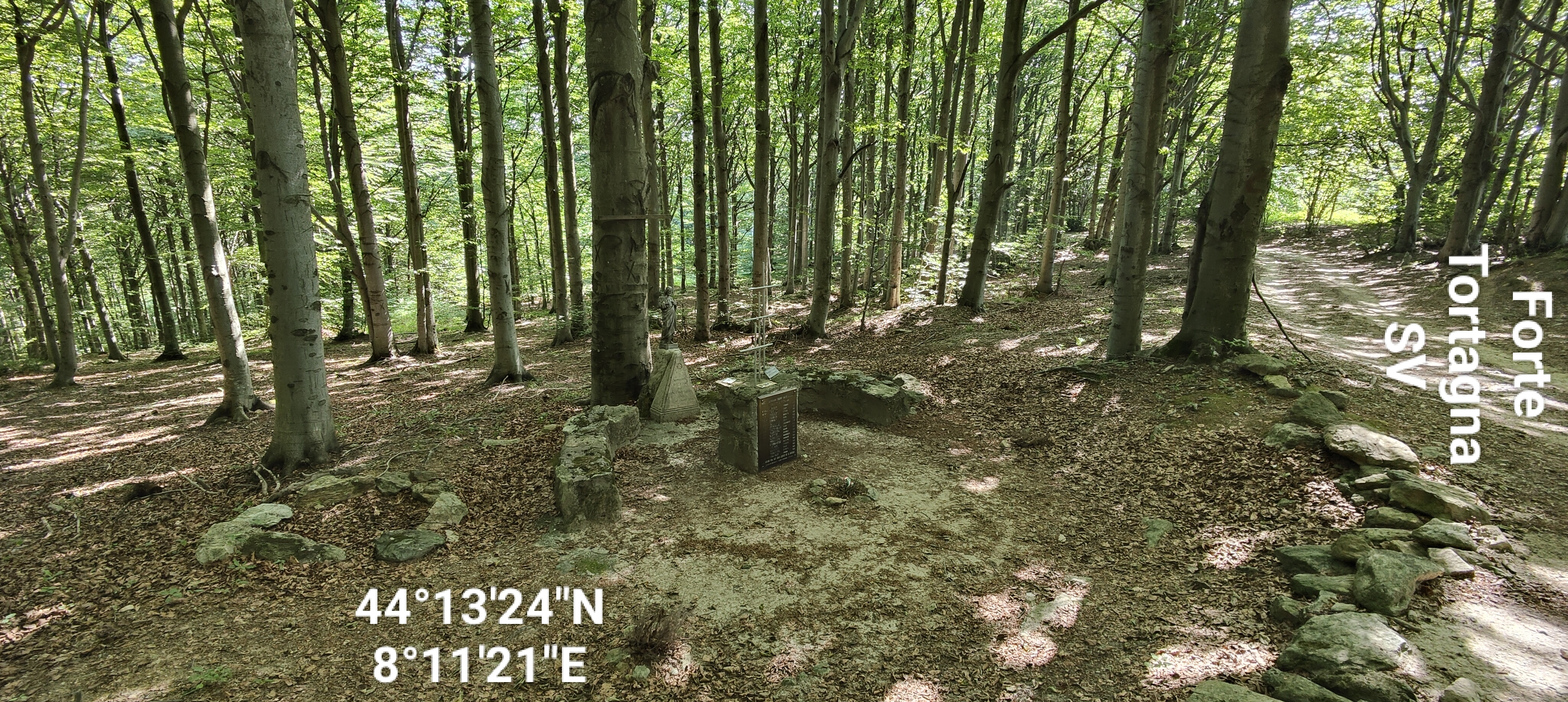
Lapide che in ricordo della fucilazione dei 17 alpini della divisione Monterosa (foto del luglio 2022)

Nell'occasione si distinse per valore il sottotenente medico Mario Da Re, che chiese al plotone di esecuzione, ottenendola, la grazia per un soldato di appena 17 anni di cognome Albareti, forse neppure consapevole della sua scelta. A Da Re fu conferita una medaglia d'oro dell'allora Repubblica Sociale, non riconosciuta dalla Repubblica Italiana e non riportata nel labaro dell'Ana.